# Czynniki wpływające na wynik pomiaru GPS
Na wynik pomiaru GPS wpływ ma wiele czynników, które należy uwzględnić przy opracowaniu pomiarów, szczególnie gdy zależy nam jednocześnie na wysokiej precyzji i dokładności. Oto lista najważniejszych czynników mogących spowodować błędy pomiaru i przełożyć się na dokładność wyznaczanych współrzędnych.

## Czynniki

### Satelity
- Parametry orbity - dokładność wyznaczenia położenia
- środek fazowy anteny na satelicie
- pole grawitacyjne Ziemi
- opór atmosfery
- przyciąganie grawitacyjne ciał niebieskich (m.in. Słońca i Księżyca)
- oddziaływanie sił elektromagnetycznych
- ciśnienie światła słonecznego
- efekty relatywistyczne
  - OTW - ruch zegara w polu grawitacyjnym (zegar przyśpiesza o około 45.9 ns/doba)
  - STW - ruch zegara (zegar zwalnia około -7.2ns/doba)

### Odbiorniki
- niestabilność wzorców częstotliwości
- poprawki zegarów odbiorników
- cycle slip - nieciągłość fazy, czyli zmiana skokowa rejestrowanej fazy
- nieoznaczoność fazy
- środki fazowe anten odbiorników
- szum odbiornika
- rodzaj obserwacji - statyczne, kinematyczne, PPP
- odzyskiwanie fali nośnej L2 - dla pomiarów precyzyjnych

### Zakłócenia propagacyjne
- refrakcja troposfery i opóźnienie troposferyczne
- refrakcja jonosfery
- szumy atmosferyczne i kosmiczne
- odbicia i interferencja fal wtórnych

### Zjawiska geofizyczne
- nutacja
- ruch biegunów
- pływy skorupy ziemskiej
- pływy oceaniczne
- ruchy płyt tektonicznych
- oceaniczny efekt obciążeniowy

### Pozostałe
- nieciągłości fazy
- różnica czasu pomiędzy UT1 i UTC
- parametry transformacji między układami współrzędnych
- anti-spoofing (zapobieganie intencjonalnym próbom zakłócenia pracy systemu poprzez zmianę kodu P na Y)
- selective availability - zakłócanie sygnału cywilnego (czas i parametry satelity) pseudolosowym błędem - obecnie wyłączone